# Cebrio capitatus
Cebrio capitatus is een keversoort uit de familie Cebrionidae. De wetenschappelijke naam van de soort is voor het eerst geldig gepubliceerd in 1866 door Fairmaire.